# كتاب الفهرست
الفهرست كتاب ألفه الأديب وكاتب السيرة النديم وجمع فيه كل ما صدر من الكتب والمقالات العربية في زمنه وكتب الأديان والفقه والقانون وعن مشاهير الملوك والشعراء والعلماء والمفكرين. وصرح في ترجمته للمرزباني أنه كان يعمل في تأليفه عام 377هـ وتوفي عام 385هـ وترك فيه بياضات كثيرة، أتمها الوزير المغربي عام (418هـ) إلا أن تتمة الوزير لم تصلنا، مقارنة بما نقله منها ياقوت. ويبدو أن الناس نقلوا منها وفيات بعض معاصري ابن النديم، كابن نباتة المتوفى بعد عام (400هـ) وابن جني عام (392). وقد قسم فيه علوم الإنسانية إلى عشرة فروع، أستوعبت بأبوابها حصيلة الثقافة العربية في عصره. ويمكن اعتباره أساساً لتصنيف ديوي العشري، الذي أصدره عام 1876 بعد أربع سنوات من طباعة الفهرست .

## محتواه
أحصى ابن النديم 8360 كتابًا لـ 2238 مؤلفًا، منهم 22 امرأة و 65 مترجمًا، وفيه ترد أسماء 12 كتابًا في صناعة السلاح وتنظيم الجيوش، و 9 كتب في تركيب العطور، و 11 كتاب في الطبخ، و 11 كتابًا في الصيدلة، و 6 كتب في البيزرة والصيد، و 9 في البيطرة، وثلاث صفحات في الكتب المؤلفة في العشق والعشاق، ومعظمها لم يصلنا منه غير وصف ابن النديم له. وذكر ابن النديم قرابة 45 رياضيًا أعجميًا ونحو 120 عالمًا عربيًا.
وفي كتاب الفهرست عشر مقالات، حسب تنوع الثقافة التي قرأها ابن النديم أو التي سمع عنها، وجميعها يقدم صورة واضحة لحصيلة علمية ضخمة وجدت لدى العرب، في منتصف القرن الرابع الهجري. وهذه المقالات هي .
1. اللغات والكتب المقدسة وعلوم القرآن.
2. اللغة والنحو.
3. الأخبار والأنساب.
4. الشعر.
5. علم الكلام.
6. الحديث والفقه.
7. الفلسفات.
8. الأسماء والخرافات.
9. الاعتقادات.
10. الكيمياء أو الصنعة.

## وصلات خارجية
- ابن النديم، الفهرست، موقع الوراق
- وصلة الكتاب على موقع الحكواتي